# Koninklijke Nederlandse Gymnastiek Unie

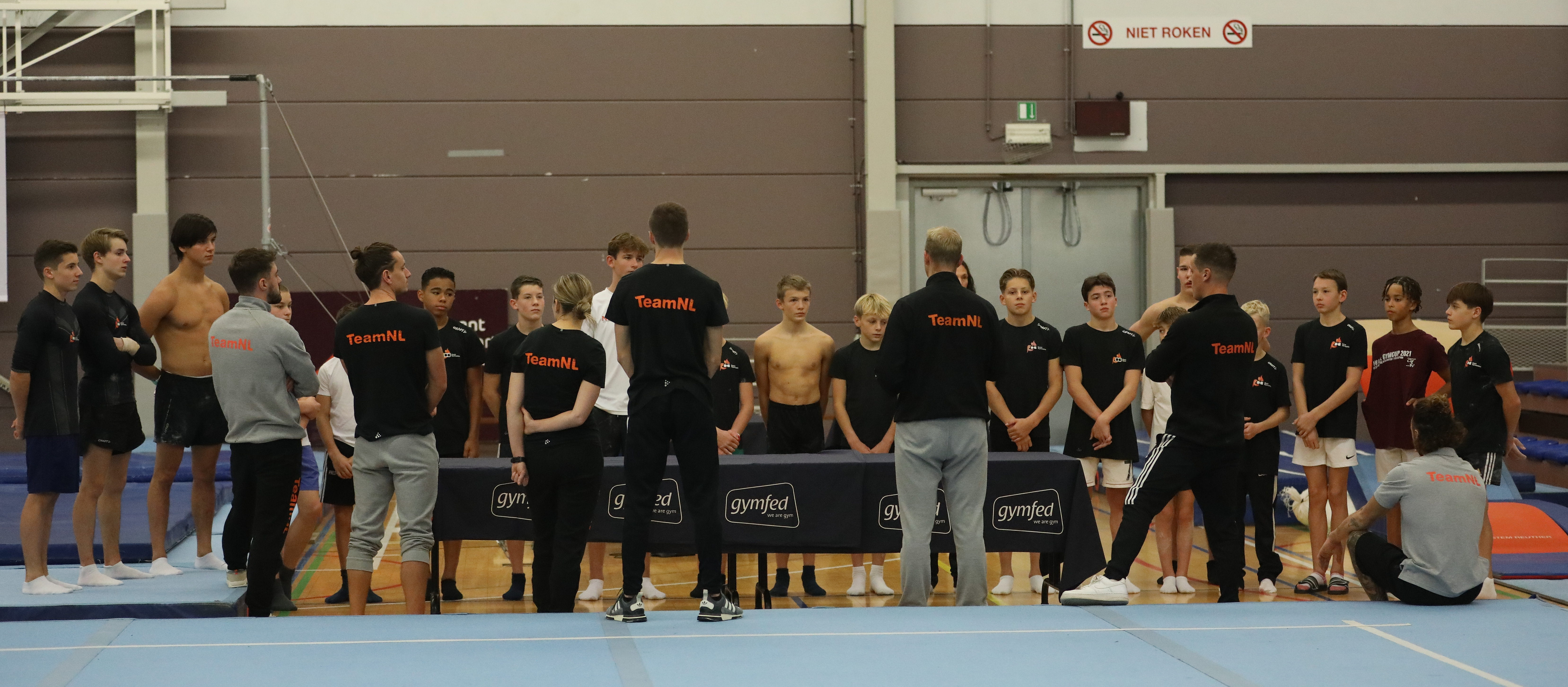
Turners van de Koninklijke Nederlandse Gymnastiek Unie bij een wedstrijd.

De Koninklijke Nederlandse Gymnastiek Unie of KNGU is een Nederlandse sportbond voor gymnastiek die lid is van de FIG. De bond ontstond op 1 januari 1999 uit een fusie tussen het KNCGV en de KNGB.

## Ledenaantallen
Hieronder de ontwikkeling van het ledenaantal en het aantal verenigingen:
| Jaar | Ledenaantal | Verenigingen |
| ---- | ----------- | ------------ |
| 2019 |             | 932          |
| 2018 |             | 952          |
| 2017 | 302.154     | 965          |
| 2016 | 309.460     | 1.023        |
| 2015 | 303.650*    | 1.027        |
| 2014 | 241.435     | 1.085        |
| 2013 | 240.551     | 1.063        |
| 2012 | 241.500     | 1.057        |
| 2011 | 244.074     | 1.090        |
| 2010 | 255.281     | 1.387        |
| 2009 | 268.550     | 1.468        |
| 2008 | 273.811     | 1.487        |
| 2007 | 279.948     | 1.168        |
| 2006 | 284.263     | 1.176        |
| 2005 | 292.560     | 1.183        |
| 2004 | 291.982     | 1.197        |
| 2003 | 294.819     | 1.208        |
| 2002 | 295.355     | 1.225        |
| 2001 |             | 1.245        |
| 1999 | 302.383     | 1.273        |
| 1996 | 317.133     | 1.072        |
| 1993 | 332.040     |              |
| 1990 | 350.268     |              |
| 1987 | 320.835     |              |
| 1984 | 365.237     |              |
| 1981 | 431.299     |              |
| 1978 | 473.668     |              |

* De KNGU laat in 2015 een grote stijging (+62.000) van het aantal lidmaatschappen zien. Deze sportbond heeft jaarlijks een groot verloop. Veel mensen sluiten zich per jaar aan, ongeveer even veel mensen zeggen per jaar hun lidmaatschap op. Omdat de KNGU voorheen één keer per jaar de contributie inde, was niet goed duidelijk wie er in een jaar lid zijn geweest. In een aantal gevallen hadden mensen binnen het jaar hun lidmaatschap weer opgezegd, waardoor deze mensen niet in beeld waren. De KNGU is gaan werken met kwartaalfacturatie, waardoor ook deze mensen nu in beeld zijn. Dit veroorzaakt het hogere aantal lidmaatschappen over 2015.

## Onderzoek grensoverschrijdend gedrag
In juli 2020 maakte de KNGU bekend dat het een onafhankelijk onderzoek instelde naar grensoverschrijdend gedrag in de Nederlandse gymsport. Gekeken gaat worden naar de topsporters van twaalf jaar en ouder die vanaf 2013 actief waren. Voor dat jaar is gekozen omdat de KNGU toen met het project Naar een Veiliger Sportklimaat startte. Eind juli 2020 meldde de KNGU dat het programma van de turnvrouwenselectie gedurende het onderzoek stil wordt gelegd. De zes betrokken coaches mogen tijdelijk hun functie niet uitoefenen. Een van hen, Vincent Wevers, is beschuldigd van grensoverschrijdend gedrag.
In april 2021 kwam het rapport Ongelijke leggers uit, waarin wordt geconcludeerd 'dat vernedering, intimidatie en beledigingen regelmatig voorkwamen en dat er nog steeds sprake is van een angstcultuur' binnen de turnwereld. Tevens deden de onderzoekers verschillende aanbevelingen. De voorzitter van de KNGU Monique Kempff bood haar excuses aan namens de turnbond aan de slachtoffers en zei 'alle aanbevelingen tot verantwoordelijkheid van de KNGU' te maken.